# Noiembrie 1980
Acest articol este generat integral pe baza informațiilor din articolul 1980 și este actualizat periodic de un robot.
 Editările făcute în articol vor fi șterse la următoarea actualizare! Dacă doriți să faceți modificări, editați articolul-sursă.

ianuarie -
februarie -
martie -
aprilie -
mai -
iunie -
iulie -
august -
septembrie -
octombrie -
noiembrie -
decembrie
Noiembrie 1980 a fost a unsprezecea lună a anului și a început într-o zi de sâmbătă.

## Evenimente
- 4 noiembrie: În alegerile prezidențiale din Statele Unite, republicanul Ronald Reagan îl învinge cu 50,7% din voturi (44 milioane) pe democratul Jimmy Carter 41% (35,5 milioane) la o rată de absență de 46%. Alegerea lui determină o majoritate republicană în Senat pentru prima dată în treizeci de ani.
- 12 noiembrie: Naveta spațială „Voyager 1" a retransmis pe Pământ prima imagine din apropierea planetei Saturn.
- 23 noiembrie: Au loc o serie de cutremure în sudul Italiei omorând aproximativ 4.800 de oameni.

## Nașteri
- 1 noiembrie: Ovidiu-Sergiu Bîlcea, politician
- 2 noiembrie: Diego Alfredo Lugano Moreno, fotbalist uruguayan
- 2 noiembrie: Marius Croitoru, fotbalist român
- 3 noiembrie: Ilia Kostunov, politician rus
- 4 noiembrie: Dan Stoenescu, diplomat român, ministru pentru românii de pretutindeni, ambasador
- 5 noiembrie: Mohammed Hamza, fotbalist ghanez (atacant)
- 5 noiembrie: Christoph Tobias Metzelder, fotbalist german
- 7 noiembrie: Vladimir Cebotari, politician din R. Moldova
- 7 noiembrie: Vasile-Daniel Suciu, politician român
- 8 noiembrie: Geraldo Alves (Geraldo Washington Regufe Alves), fotbalist portughez
- 8 noiembrie: Luís Fabiano Clemente, fotbalist brazilian (atacant)
- 10 noiembrie: Radu Almășan, muzician român
- 10 noiembrie: Wesley Lopes da Silva, fotbalist brazilian
- 10 noiembrie: Andrei Bușilă, poloist român
- 11 noiembrie: Papa Malick Ba, fotbalist senegalez
- 11 noiembrie: Dick Lövgren, muzician suedez
- 12 noiembrie: Nur Fettahoğlu, actriță turcă
- 12 noiembrie: Ryan Gosling, actor, scenarist, regizor și muzician canadian
- 12 noiembrie: Benoît Pedretti, fotbalist francez
- 14 noiembrie: Nicolas Lopez, scrimer francez
- 15 noiembrie: Mirela Furtună, politiciană română
- 16 noiembrie: Gustavo Paruolo, fotbalist argentinian
- 16 noiembrie: Juliano Gonçalves Spadacio, fotbalist brazilian
- 17 noiembrie: Anna Azerli, cântăreață italiană
- 18 noiembrie: Valeriu Calancea, halterofil român
- 20 noiembrie: Ioana Mihăilă, ministru român al Sănătății
- 21 noiembrie: Kazumichi Takagi, fotbalist japonez
- 24 noiembrie: Beth Phoenix, wrestleriță americană
- 24 noiembrie: Bobi Gheorghiță Verdeș, fotbalist român (atacant)
- 24 noiembrie: Bobby Verdeș, fotbalist român
- 25 noiembrie: Aaron Mokoena, fotbalist sud-african
- 26 noiembrie: Aruna Dindane, fotbalist ivorian (atacant)
- 26 noiembrie: George-Edward Dircă, politician român
- 26 noiembrie: Albert Montañés, jucător spaniol de tenis
- 29 noiembrie: Chun Jung-myung, actor sud-coreean
- 29 noiembrie: Tudor Rareș Pop, politician român

## Decese
Steve McQueen (Terence Steven McQueen), 50 ani, actor american de film (Cei șapte magnifici), (n. 1930)
Mircea Ionescu, 84 ani, chimist român (n. 1896)
František Šorm, 67 ani, chimist ceh (n. 1913)
Valeriu Ionescu, scriitor român (n. 1895)
Mae West, actriță americană (n. 1893)
Gabriel Casaccia, 73 ani, scriitor paraguayan (n. 1907)